# Morón (plato)
En la cocina de Filipinas, el morón, morón de chocolate o muron es un pastel de arroz similar al suman. Este postre es nativo de la cocina de Visayas Oriental, Tacloban, Isla de Leyte y Samar Oriental. Sin embargo, las demás regiones filipinas poseen versiones propias de este plato. Específicamente, el morón es uno de los productos locales de la región de Mambajao, en la isla de Camiguín.
Debido a la similitud con el suman, el morón se cocina con arroz glutinoso, leche de coco y azúcar. La principal diferencia entre los dos platos es que el morón se acompaña de tabletas de chocolate o mezclado con cacao en polvo. Además de tener una pizca de vainilla, se consume acompañado de café o sikwate, una bebida achocolatada nativa.

## Preparación
Los principales ingredientes del morón consisten en arroz glutinoso —conocido localmente como malagkit—, arroz común, leche de coco, azúcar, chocolate o cacao en polvo y mantequilla derretida. La cocción del malagkit y el arroz común, ambos ingredientes deben remojarse durante la noche y molerse al día siguiente. El arroz molido se remoja en leche de coco hasta que se ablanda. Después de eso, se añade azúcar y chocolate en polvo. Después de cocinar a fuego lento, se mezcla y cuando posee una consistencia espesa, se reserva en un ambiente frío.
Después de cocinar la mezcla, las hojas de plátano se preparan y se cortan para envolver la misma. Se sugiere que haya dos cucharadas de la mezcla de arroz en cada una de las hojas cortadas de plátano. El morón luego es untado con mantequilla derretida. Después de envolver la pieza, esta se cierra con una cuerda. Por último, los envoltorios de morón se cocinan al vapor durante aproximadamente media hora. Después de enfriarse, se puede servir.

## Consumo
Por lo general, el morón se vende en paquetes de cuatro piezas que se embalan individualmente. Los turistas de Leyte suelen comprar un morón con un pasalubong, un regalo tradicional para familiares y amigos. En los lugares originarios del morón, generalmente el plato se sirve en festivales, fiestas de cumpleaños y funerales. Los visitantes de los lugares llevan, la mayoría de las veces, el pastel a sus casas. La comida también es un medio de intercambio de buena voluntad en la ciudad de Tacloban y en los municipios vecinos de Palo, Tanauan, Tolosa, Dulag, Mayorga y Abuyog.
Las agencias gubernamentales de Filipinas suministran y abogan por sus productos alimenticios locales, como el morón. El Departamento de Ciencia y Tecnología de Filipinas realiza ferias para preparar y promover productos similares al morón. El Departamento de Trabajo y Empleo de Filipinas, sin embargo, creó un proyecto en Mambujao que promovió la producción de este plato.